# Kastell Vršac

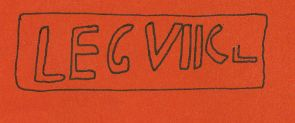
Ziegelstempel der Legio VII Claudia aus Vršac

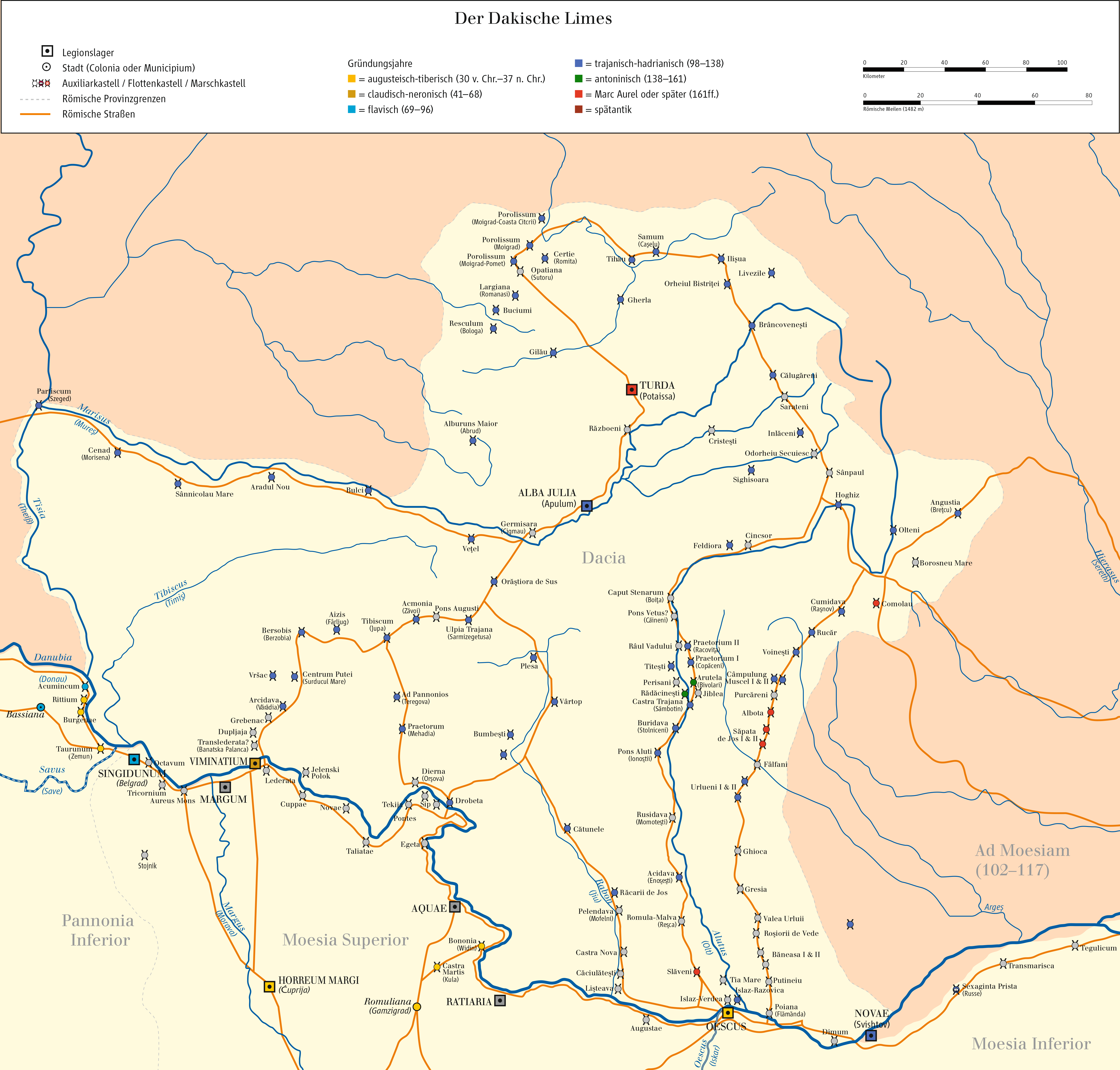
Verlauf der Limites in Dakien

Das Kastell Vršac ist das Militärlager von Vexillationen römischer Legionen und/oder von Auxiliartruppen auf dem Gebiet der Stadt Vršac (deutsch Werschetz, rumänisch Vârșeț, ungarisch Versec) in der serbischen autonomen Provinz Vojvodina.

## Lage und Erkenntnisse
Die Überreste des Kastells, von denen nichts mehr sichtbar ist, befinden sich direkt unter dem Zentralpark in einer „Cetate“ oder „Dealul Cetäcii“ genannten Flur. Der Fundplatz ist durch Felix Milleker seit dem ausgehenden 19. Jahrhundert bekannt, wissenschaftliche archäologische Ausgrabungen wurden jedoch bislang nicht vorgenommen. Administrativ gehörte der Bereich in römischer Zeit zur Provinz Dacia superior.
Es könnte sich bei dem Kastell Vršac um ein Vexillations- und/oder Auxiliarkastell handeln. Aufgrund einiger Kleinfunde wird angenommen, dass es bereits im frühen 2. Jahrhundert n. Chr. gegründet worden ist. Einige Ziegelstempel- und Inschriftenfunde lassen auf die Anwesenheit von Soldaten der Legio IIII Flavia Felix, der Legio VII Claudia, der Legio XIII Gemina sowie zweier Hilfstruppenkontingente, der Cohors II Hispanorum und einer Reitereinheit, der Ala I Tungrorum Frontoniana, schließen.

## Fundverbleib und Denkmalschutz
Die Funde werden im Gradski muzej (Stadtmuseum), dem vormaligen Narodni muzej (Volksmuseum) aufbewahrt.
Der Schutz archäologischer Objekte und Zonen genießt in Serbien oberste Priorität und wird durch das 1994 definierte Denkmalschutzgesetz (Amtsblatt SG RS, 71/94) mit seinen nachfolgenden Änderungen und Zusätzen sowie durch spezielle Erlasse geregelt. Zuständig ist das zum Ministerium für Kultur gehörende serbische Denkmalamt in Belgrad. Nachforschungen und gezieltes Sammeln von Funden sind erlaubnispflichtig. Die Beschädigung und Zerstörung von archäologischen Fundobjekten und Fundplätzen ist innerhalb von 24 Stunden den Behörden zu melden. Ohne Rücksprache mit dem serbischen Denkmalamt dürfen keine Antiken außer Landes gebracht werden. Vergehen werden als kriminelle Handlungen im Sinne der serbischen Gesetzgebung bestraft. Bei der Einreise in die Europäische Union ist mit Überprüfungen zu rechnen.